# Lijst van Armeens-katholieke patriarchen van Cilicië
Onderstaand volgt een lijst van katholikos-patriarchen van Cilicië van de Armeens-Katholieke Kerk.
| Armeens-katholiek katholikos-patriarch van Cilicië | Armeens-katholiek katholikos-patriarch van Cilicië | Armeens-katholiek katholikos-patriarch van Cilicië                                     |
| -------------------------------------------------- | -------------------------------------------------- | -------------------------------------------------------------------------------------- |
| vóór 1740                                          | zie patriarch van de Armeens-Apostolische Kerk     | zie patriarch van de Armeens-Apostolische Kerk                                         |
| 1740 - 1749                                        | Abraham Bedros I Ardzivian                         |                                                                                        |
| 1749 - 1753                                        | Hagop Bedros II Hovsepian                          |                                                                                        |
| 1753 - 1780                                        | Mikael Bedros III Kasbarian                        |                                                                                        |
| 1780 - 1788                                        | Parsegh Bedros IV Avkadian                         |                                                                                        |
| 1788 - 1812                                        | Krikor Bedros V Kupelian                           |                                                                                        |
| 1812 - 1840                                        | Krikor Bedros VI Jeranian                          |                                                                                        |
| 1842 - 1843                                        | Hagop Bedros VII Holassian                         |                                                                                        |
| 1844 - 1866                                        | Krikor Bedros VIII Der Asdvazadourian              |                                                                                        |
| 1866 - 1881                                        | Andon Bedros IX Hassunian                          | werd in 1880 kardinaal gecreëerd                                                       |
| 1881 - 1899                                        | Stepanos Bedros X Azarian                          |                                                                                        |
| 1899 - 1904                                        | Boghos Bedros XI Emanuelian                        |                                                                                        |
| 1904 - 1910                                        | Boghos Bedros XII Sabbaghian                       |                                                                                        |
| 1910 - 1931                                        | Boghos Bedros XIII Terzian                         |                                                                                        |
| 1931 - 1937                                        | Avedis Bedros XIV Arpiarian                        |                                                                                        |
| 1937 - 1962                                        | Krikor Bedros XV Agagianian                        | werd in 1946 kardinaal gecreëerd; aanvaardde in 1962 een functie bij de Romeinse Curie |
| 1962 - 1976                                        | Iknadios Bedros XVI Batanian                       |                                                                                        |
| 1976 - 1982                                        | Hemaiag Bedros XVII Ghedighian                     |                                                                                        |
| 1982 - 1998                                        | Hovhannes Bedros XVIII Kasparian                   |                                                                                        |
| 1999 - 2015                                        | Nerses Bedros XIX Tarmouni                         |                                                                                        |
| 2015 - 2021                                        | Krikor Bedros XX Ghabroyan                         |                                                                                        |
| 2021 - heden                                       | Raphaël Bedros XXI Minassian                       |                                                                                        |